# Atractus elaps
Atractus elaps är en ormart som beskrevs av Günther 1858. Atractus elaps ingår i släktet Atractus och familjen snokar. Inga underarter finns listade.
Arten förekommer i delstaten Amazonas i Brasilien samt i Venezuela, Colombia, Ecuador, Peru och Bolivia. Honor lägger ägg.